# Formosia heinrichiana
Formosia heinrichiana là một loài ruồi trong họ Tachinidae.